# Johan Heinrich Schmitz

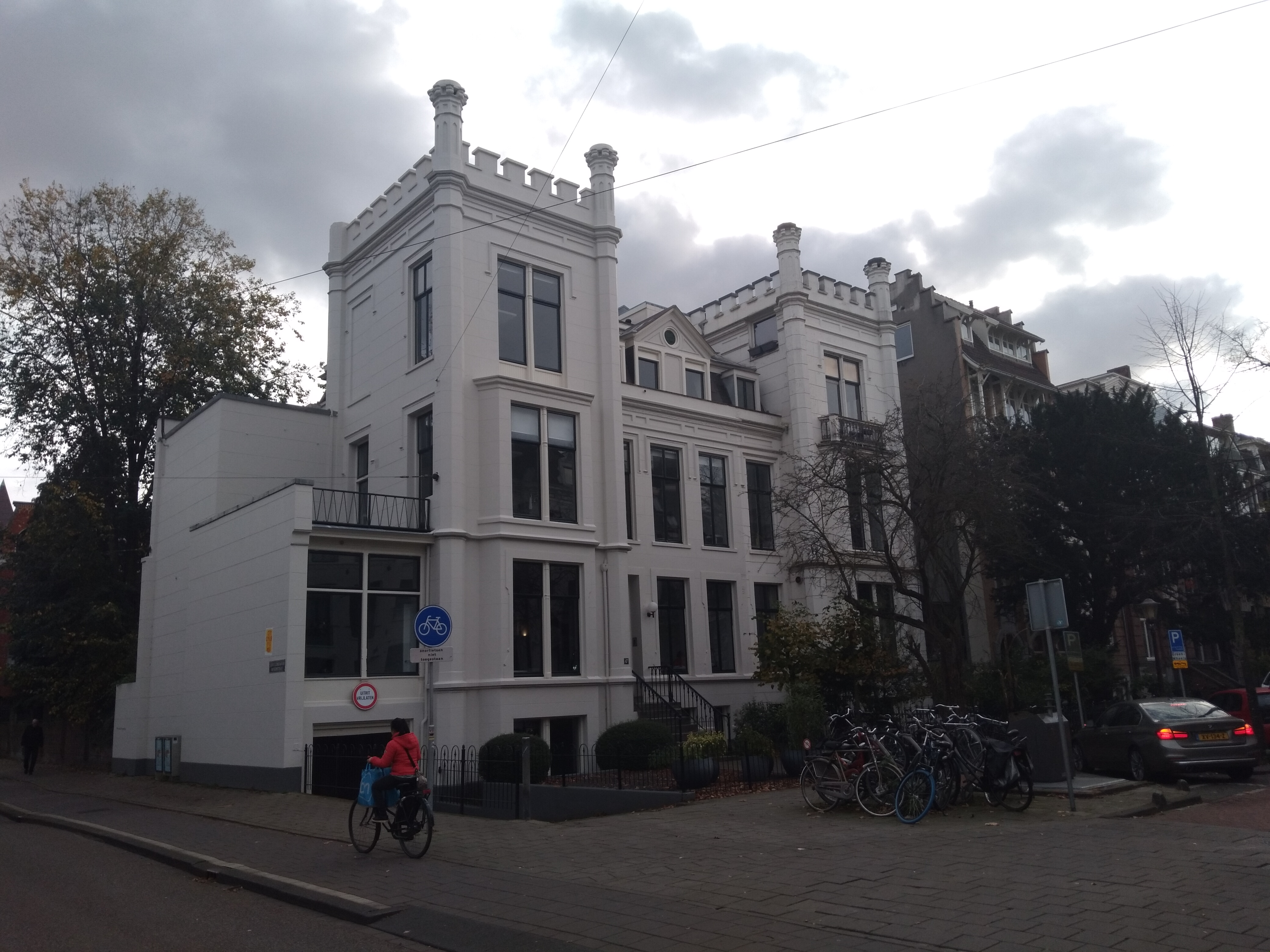
Vondelstraat 47-49, Amsterdam (november 2020)

Johan Heinrich Schmitz (Fresenburg, 24 juni 1821 – Venray, 30 april 1891) was een Nederlandse architect van Duitse komaf, beginnend als "teekenmeester" en "timmerman"
Van zijn leven is weinig bekend. Hij zou afkomstig zijn uit de omgeving van Keulen en kwam in 1844 in Amsterdam te wonen. Hij was met Jan van den Biesen een van de oprichters van de Sint Jozef Gezellenvereniging, de Nederlandse tak van het Kolpingnetwerk. Schmitz ontwierp dan ook mee aan de Kapel van Sint Josephs Gezellen-Vereeniging. Schmitz wilde in zijn ontwerpen nogal eens uitschieten met overvloedige versieringen. Zijn ontwerp voor eenzelfde kapel in Apeldoorn werd vanwege die overvloedigheid afgekeurd.
Ontwerpen toegeschreven aan Schmitz zijn:
- Bloemgracht 20
- Concertgebouwplein 2: hij maakte in 1874 een ontwerp voor het Concertgebouw, maar men gaf de voorkeur aan het ontwerp van Adolf Leonard van Gendt;
- Frederiksplein 40
- P.C. Hoofstraat 180
- Sarphatistraat 25
- Sarphatistraat 66
- Sarphatistraat 88-90
- Stadhouderskade 55: Kapel van Sint Josephs Gezellen-Vereeniging (afgebrand)
- Vondelstraat 47
- Vondelstraat 53-57
- Vondelstraat 72/Eerste Constantijn Huygensstraat 120, krakersbolwerk De Vondel

Hij was getrouwd met Maria Petronella Rellegerd (overleden 23 mei 1873, 50 jaar oud). Zijn zoon Johannes Hendrikus Schmitz (J.H. Schmitz jr.) was tekendocent aan de scholen van de Sint Jozef Gezellenvereniging.